# Cabombaceae

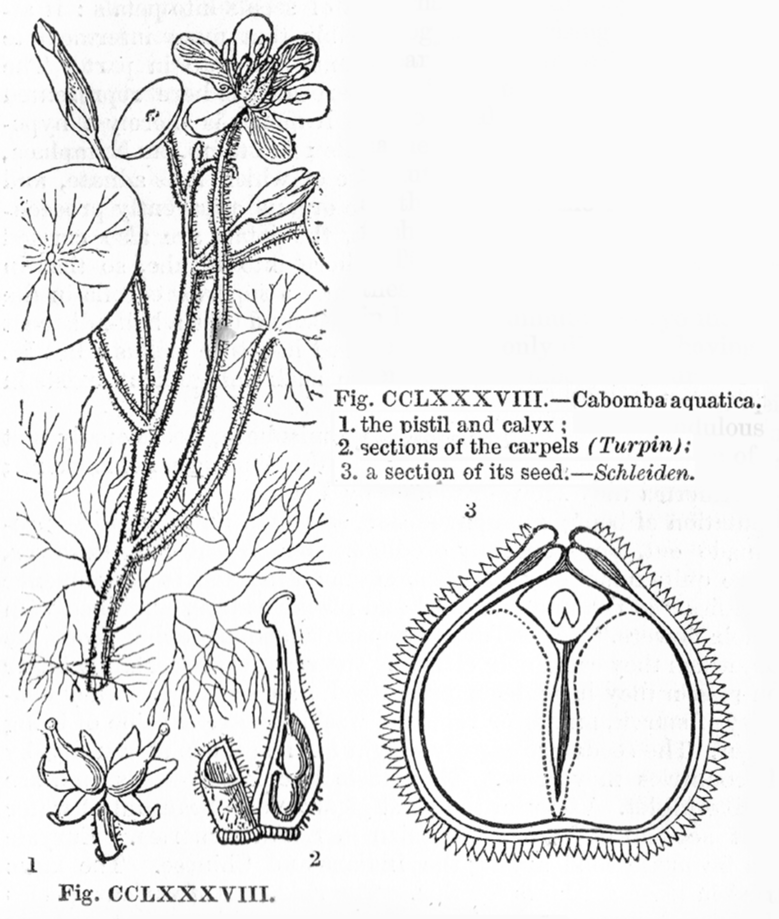
Cabomba aquatica.

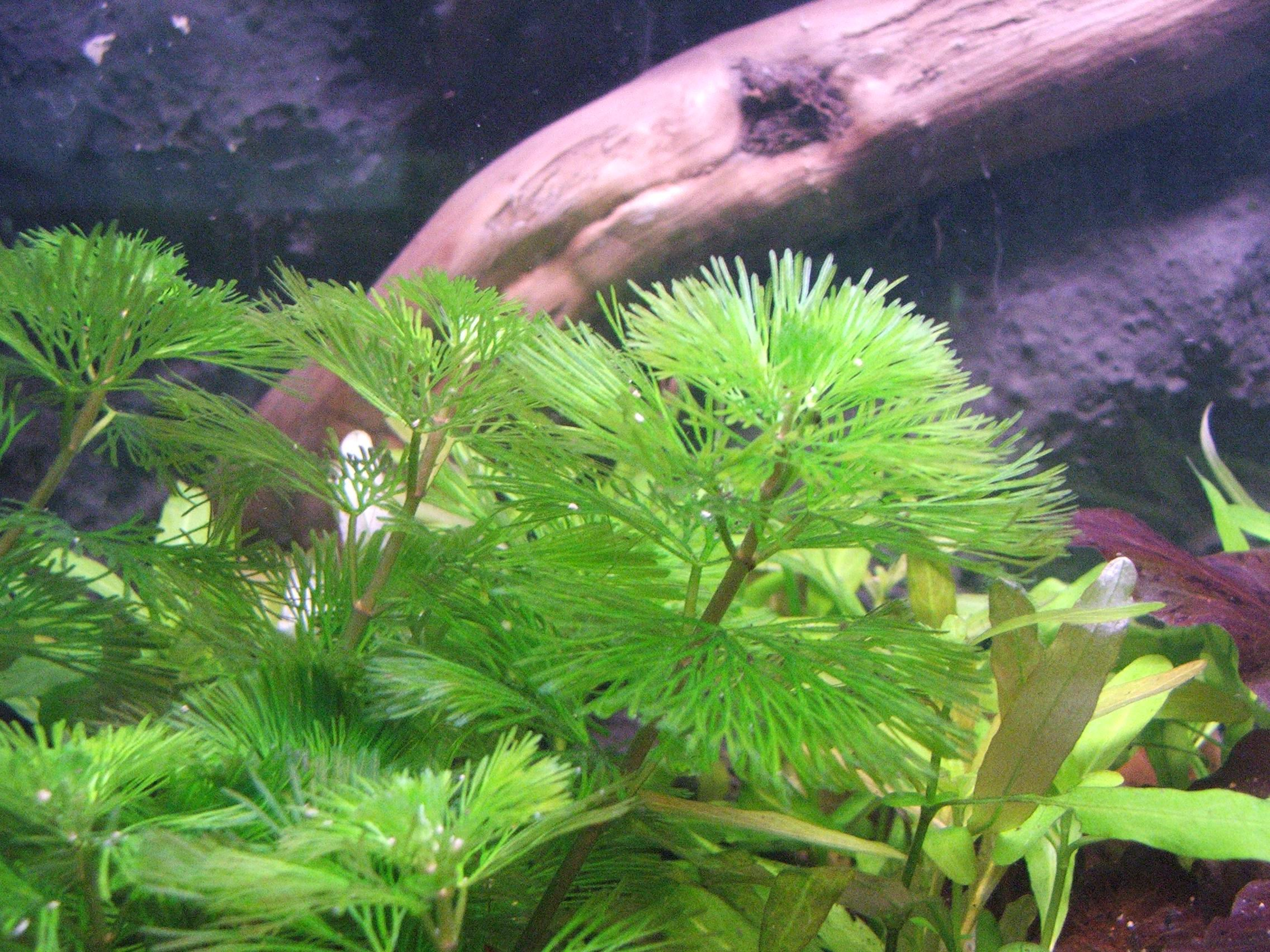
Cabomba aquatica (folhagem submersa).

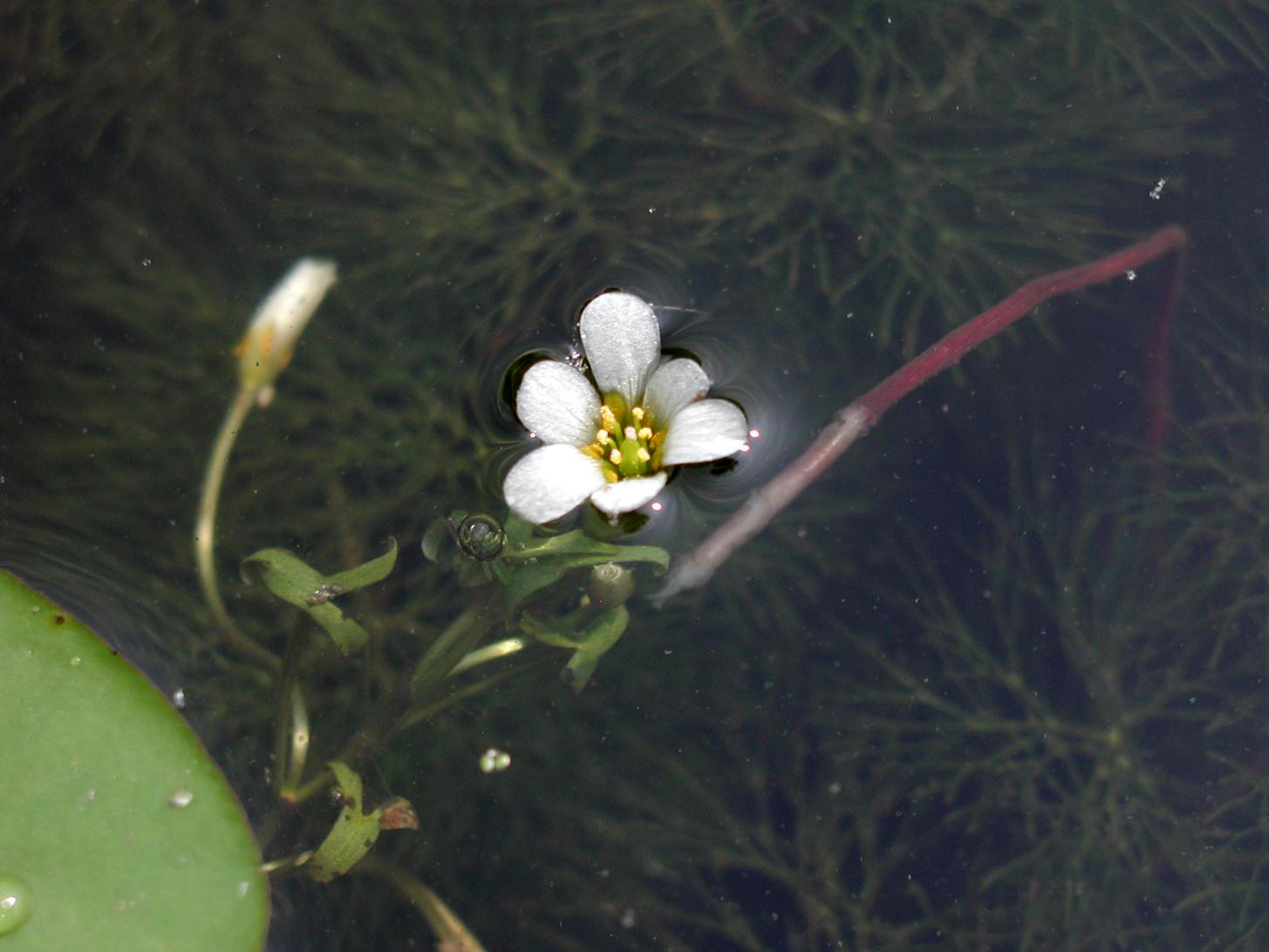
Cabomba caroliniana.

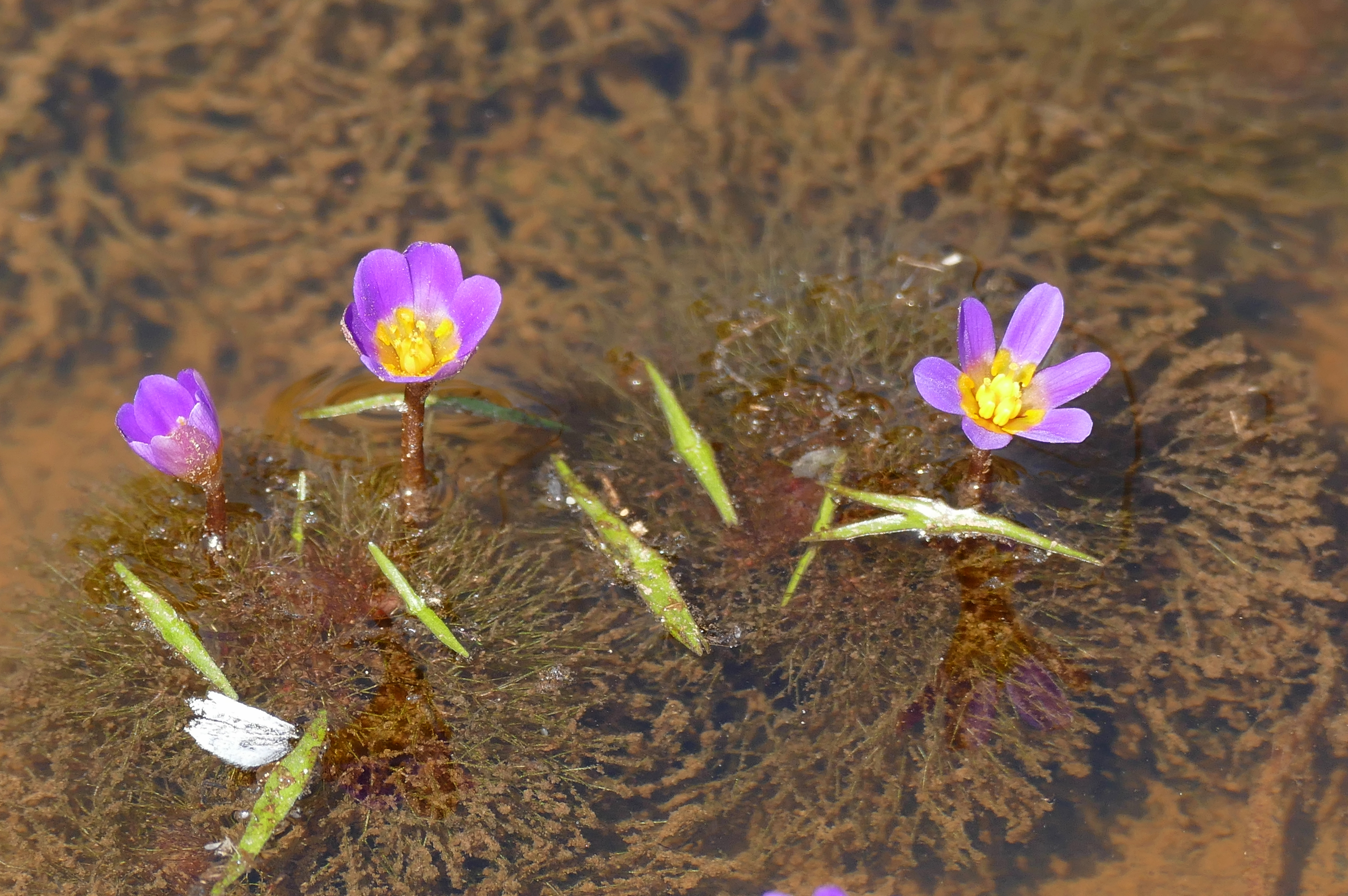
Cabomba furcata.

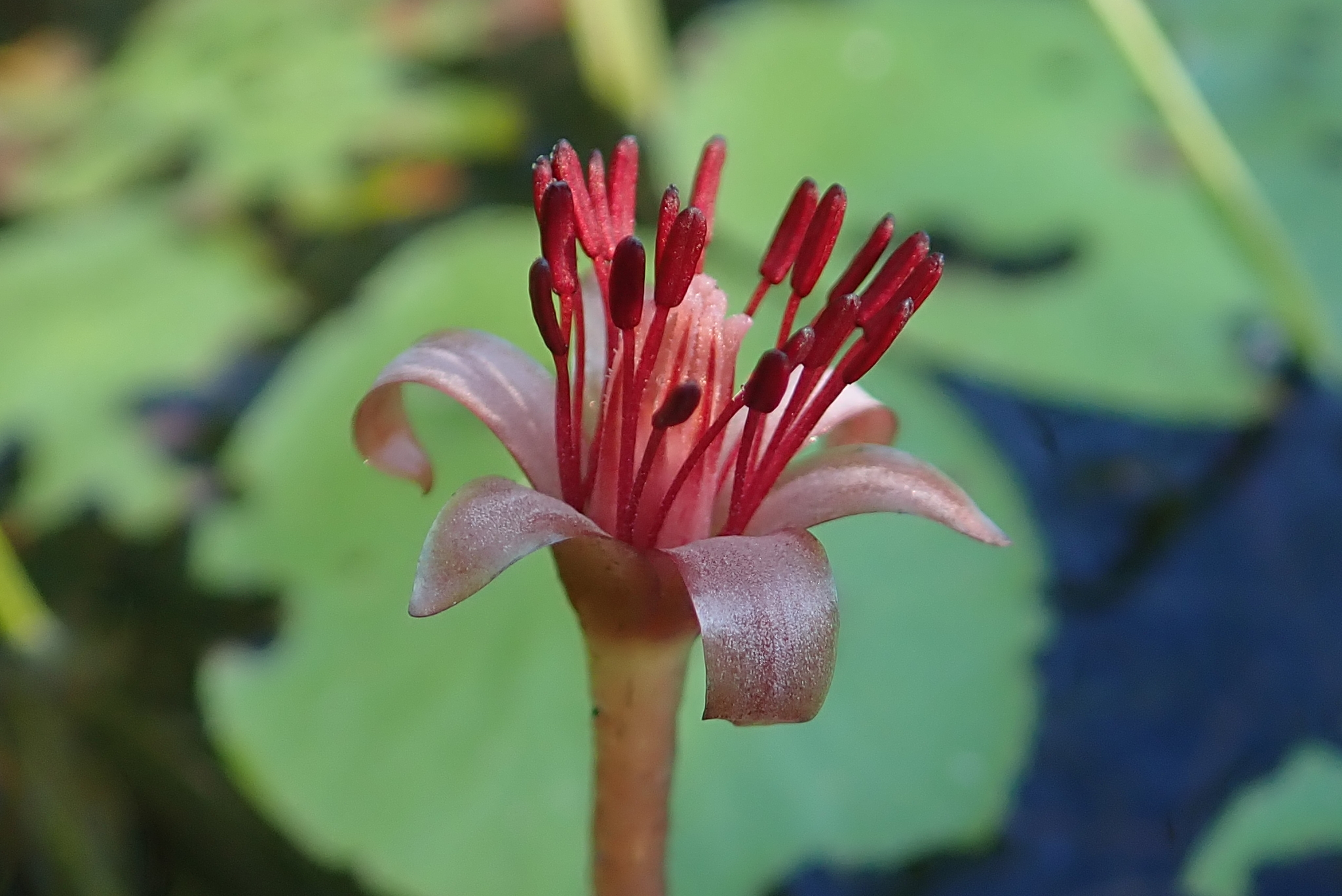
Brasenia schreberi.

Cabombaceae é uma família de angiospermas basais da ordem Nymphaeales que agrupa um pequeno conjunto de plantas herbáceas aquáticas repartidas pelos géneros Brasenia (um táxon monotípico) e Cabomba (com 5 espécies). A família tem distribuição cosmopolita, com ocorrência em ambientes aquáticos lênticos e lóticos. O sistema APG de 1998 incluiu estas plantas na família Nymphaeaceae, assim como o sistema APG II de 2003 (opcionalmente), tendo a família Cabombaceae sido reconhecida pelo sistema APG III (2009). A família é mantida no sistema APG IV (2016) como integrante da ordem Nymphaeales e do grado mais basal das plantas com flor.

## Descrição
As Cabombaceae são uma família de plantas aquáticas, herbáceas e com flores, agrupando as espécies conhecidas pelo nome comum de cabomba ou escudo-de-água. A família é reconhecida como distinta no sistema APG IV (2016), sendo composta por dois géneros de plantas aquáticas, Brasenia e Cabomba, totalizando seis espécies.
As Cabombaceae são todas aquáticas, vivendo em águas paradas ou lentas da América do Norte e do Sul temperada e tropical, Europa, Ásia, África e Austrália. Embora se encontrem em todos os continentes, exceto na Antárctida, as espécies individualmente tendem a ocorrer em áreas relativamente restritas.
A família tem um extenso registo fóssil do Cretáceo, com plantas que exibem afinidades quer com as Cabombaceae quer com as Nymphaeaceae que ocorrem no início do Cretáceo. Um desses prováveis membros do Cretáceo é o género Pluricarpellatia, encontrado em rochas com 115 milhões de anos no que é hoje o Brasil.
Os membros desta família são todos aquáticos, vivendo em águas paradas ou com pouco movimento, em zonas tropicais e temperadas da América do Norte, América do Sul, Europa, Ásia, África e Austrália. Apesar da família ser encontrada em todos os continentes, as espécies tendem a ter distribuição natural relativamente restrita.
A família possui um extenso registo fóssil desde o Cretáceo, com plantas que exibem afinidades com Cabombaceae ou Nymphaeaceae ocorrendo desde o Cretáceo Inferior. Um destes prováveis membros, é o género Pluricarpellatia, encontrado em rochas com 115 milhões de anos onde hoje é o Brasil.

### Morfologia
Todos os membros da família são pequenas herbáceas aquáticas rizomatosas, hermafroditas, enraizadas na vasa. Várias espécies apresentam dimorfia foliar, com as folhas submersas apresentando configuração muito distinta em relação às folhas emersas ou flutuantes. As partes submersas da planta com bainha gelatinosa. Câmaras aéreas evidentes.
Rizomas
Os rizomas destas plantas apresentam suas origens nos nós e são caracterizados por serem ramificados, delgados, alongados e cilíndricos, ficando submersos e ancorados ao substrato, enraizando-se nos nós..
Folhas
As folhas são simples, com pecíolo, mas sem estípulas, apresentando filotaxia geralmente oposta, alterna ou decussadas, raramente verticilada ternada. As folhas ocorrem tanto na porção submersa como na porção emersa da planta, sendo dimórficas consoante sejam flutuantes ou fiquem submersas, apresentando organização muito distinta. As folhas da parte submersa apresentam filotaxia verticilada, com verticilos constituídos por três folhas insertas a partir do mesmo ponto do caule. As folhas flutuantes foram descritas em Cabomba, mas a sua real função ainda está sendo discutida. Essas folhas flutuantes aparecem na época da floração, de forma que estão presentes em cada flor, providenciando flutuabilidade aos ramos florais. Ao final da floração, esse eixo floral, com as folhas flutuantes e os ramos florais, solta-se da parte vegetativa, e em seu lugar crescem ramos de folhas simples. Os estômatos são anomocíticos.
O tamanho das folhas varia, podendo se diferenciar entre espécies, indivíduos da mesma espécie, ou até mesmo em um único indivíduo. Folhas em lugares de baixa luminosidade, e com grande disponibilidade de água são maiores, enquanto folhas que recebem grande incidência solar e pouca humidade apresentam tamanho menor.  As folhas submersas apresentam lâmina 5-7-palmatisecta, cada parte dividida por sua vez dicotomicamente ou tricotomicamente várias vezes em segmentos lineares estreitos, ou lâmina inteira e não peltada em folhas juvenis. As folhas flutuantes apresentam limbo foliar peltado, elíptico, largo ou estreito, margem inteira e nervação actinódroma.
Caule
Os caules são cilíndricos, totalmente submersos e são constituídos por um eixo frágil e fino, com 2-4 mm de diâmetro, com tempo de vida curto, quebrando-se e soltando-se da planta. O desenvolvimento da planta pode ocorrer através do desenvolvimento de sementes, ou através da regeneração de uma parte do rizoma.
O caule pode perder as folhas e a pigmentação em momentos de estresse hidríco, mas em períodos chuvosos produz raízes adventícias com a função de fixação no solo e desenvolve novos ramos, retomando a estrutura inicial.
Flores
As flores em Cabombaceae são solitárias em pedúnculos longos, bissexuadas, protândricas, emergentes (raramente submersas), elevando-se acima do nível da água sustentadas por um longo pedicelo, formando na essência inflorescências axilares unifloras. As flores hermafroditas geralmente são trímeras, mas podem ser dímeras ou tetrâmeras em alguns casos [(2-)3(-4)-meras].
O perianto é hipógino e actinomórfico (simetria radial), com pétalas e sépalas são livres ou basalmente soldadas, ocorrendo em dois verticilos distintos. As pétalas podem apresentar dois nectários adaxiais auriculados basais. A coloração das flores pode ser amarela, amarelo-pálido, violeta ou púrpura, e o ápice ou a base contém um anel em que a coloração se apresenta de forma mais conspícua.
As flores apresentam de 3 a 8 pistilos separados, com ovários uniloculares superiores. O gineceu é dialicarpelar em algumas espécies, enquanto o androceu é isómero, diplostémono ou polistémono, com 3-36(-51) estames de igual comprimento, de maturação centrípeta, com filamentos filiformes, anteras tetrasporangiadas, apicais, de deiscência latrorsa ou extrorsa e conectivo sem apêndice. O ovário é apocárpico, com (1-)2-8(-22) carpelos uniloculares livres a ligeiramente soldados na base, claviformes a ligeiramente intumescidos assimetricamente, com estilete curto, estigma linear e decrescente ou terminal e subcapitado, muito papiloso. Os óvulos são (1-)2-3(-5), anatrópicos, de placentação laminar a dorsal ou mediana, crassinucelados.
O pólen é elíptico, anassulcado ou monoaperturado, teto-columelar, com ornamentação supratectal, ou anatricotomosulcado. A exina é escabrosa ou estriada; a endexina é não laminada, por vezes em placas.
O ciclo floral é semelhante em Cabomba e Brasenia. Cada flor abre por dois dias, sendo os dias consecutivos, com a ântese a fazer-se por dois pontos indeiscentes, protegidos pelo perianto marcescente, podendo ser protogínicas ou não. No primeiro dia de floração, há a presença de estigmas receptivos acima dos nectários. No segundo dia de floração, os filamentos elevam sacos de pólen acima dos nectários, tornando a planta pronta para a polinização cruzada. Uma variedade de insetos, incluindo moscas, facilitam a polinização cruzada ao visitar essas plantas em busca de pólen. Em Cabomba caroliniana, a polinização ocorre principalmente por intermédio de moscas-da-fruta, e forças externas, como o vento, chuva ou qualquer animal passando, pode também causar a polinização. Antes do período de floração, os botões ficam submersos.
Fruto
Ao fim do seu ciclo floral de dois dias, as flores se fecham e o pedicelo que as sustenta curva-se, submergindo a flor fechada. O fruto é do tipo agregado composto (infrutescência), sendo os frutos individuais de pericarpo coriáceo, nalguns casos indeiscentes (semelhantes a aquénios), noutros deiscentes (do tipo folículo), com 1-3 sementes de placentação laminar.
A semente não apresenta arilo, sendo operculada, com hilo e micrópilo partilhando a mesma abertura do opérculo, com testa de células irregularmente digitadas, geralmente tuberculadas. Perisperma abundante, endosperma helobial esparso, com haustórios, embrião pequeno, com dois cotilédones carnudos.
A semente é libertada pela da decomposição da parede do fruto, afundando posteriormente no substrato, livre de dessecação.
O número cromossómico é x =13; n =40, 48, 52; 2n =24, 80, ca. 96, 104.

### Distribuição e ecologia
A família apresenta distribuição cosmopolita, exceto na região ocidental do Paleártico. Os fósseis são conhecidos apenas do Terciário em diante. As Cabombaceae são todas aquáticas, vivendo em águas paradas ou lentas da América do Norte e do Sul temperada e tropical, Europa, Ásia, África e Austrália. Embora se encontrem em todos os continentes, exceto na Antárctida, as espécies individualmente tendem a ocorrer em áreas relativamente restritas.
Os membros da família Cabombaceae são espécies que vivem submersas ou flutuando em lagos, lagoas ou rios de caudal lento nas zonas temperadas e tropicais. Com antese diurna, as flores abrem-se durante dois dias, o primeiro dia funcionalmente feminino, o segundo dia masculino. A polinização é anemogâmica ou entomogâmica.

## Filogenia e sistemática

### Filogenia
Historicamente, os géneros Brasenia e Cabomba foram classificados dentro da família Nymphaeaceae, que posteriormente foi dividida em várias famílias, algumas das quais agora incluídas na ordem Nymphaeales. Após essa divisão, e durante muito tempo, por razões de semelhança morfológica, os géneros Cabomba e Brasenia foram frequentemente considerados como próximos do género Ceratophyllum e, por isso, colocados na família Ceratophyllaceae. Contudo, com o advento das técnicas da filogenia molecular, ficou claro que estes géneros formavam um clado distinto, filogeneticamene muito mais próximo das angiospermas basais do que das restantes plantas com flor.
Em consequência dessa posição filogenética, e à comprovada distância filogenética entre Ceratophyllum e os demais géneros, demonstrada por análises moleculares, o género Ceratophyllum foi colocado na sua própria ordem, Ceratophyllaceae. Devido à íntima ligação demonstrada pela avaliação da morfologia, análise cromossómica, anatômica e filogenética, os géneros Cabomba e Brasenia foram agrupadas na ordem Cabombaceae. Esta família por sua vez, por pertencer claramente ao grado evolutivo das angiospermas basais, o grado ANA, foi incluída na ordem Nymphaeales.
O sistema APG, de 1998, incluiu estas plantas na família dos nenúfares (Nymphaeaceae), tal como o sistema APG II, de 2003 (opcionalmente). Os sistemas de classificação APG III e APG IV separaram a família Cabombaceae da família Nymphaeaceae. A família faz parte da ordem Nymphaeales, que é uma das linhagens mais basais das plantas com flor.

### Sistemática
Apesar das diferenças morfológicas e anatómicas entre os dois géneros incluídos, existem dados suficientes para garantir que pertencem à mesma família, e que são claramente distinguíveis das Nymphaeaceae, embora existam alguns pontos de vista opostos que os fazem parte de um conceito amplo de Nymphaeaceae. O APW (Angiosperm Phylogeny Website) considera que ambos os géneros devem ser colocados na família Cabombaceae da ordem Nymphaeales, um grupo irmão do resto das angiospérmicas (com exceção das ordens Amborellales e Austrobaileyales).
A distinção entre os géneros incluídos na família Cabombaceae é baseada nos seguintes critérios:
- Estames 3 ou 6, raramente 4-5. Partes imersas com mucilagem esparsa. Folhas dimórficas: submersas, decussadas ou ternadas e divididas, e também (durante a floração) flutuantes, alternas, peltadas. Deiscência da antera extrorsa. Estigma terminal, capitado. Exina escabrosa. Pétalas com 2 nectários amarelos auriculados na base adaxial. Polinização entomogâmica. Fruto em folículo.

Género Cabomba Aubl., 1775
- Estames 18-36(-51). Partes imersas recobertas por mucilagem espessa. Folhas apenas flutuantes, alternas, inteiras e peltadas. Deiscência da antera latrorsa. Estigma linear, decrescente. Exina estriada. Pétalas sem nectários. Polinização anemogâmica. Fruto em aquénio.

Género Brasenia Schreb., 1789
Os géneros apresentam a seguinte diversidade:
- Género Cabomba — de acordo com o catálogo herbário do Museu Sueco de História Natural, as espécies do género Cabomba são:  Cabomba aquatica Aubl.;  Cabomba australis Speg.; Cabomba caroliniana A. Gray; Cabomba furcata Schult. & Schult. f.; e Cabomba haynesii Wiersema.[19]
- Género Brasenia — género monotípico, possuindo apenas uma espécie extante conhecida, Brasenia schreberi J. F. Gmel.[28]

A família integra ainda o género fóssil †Pluricarpellatia, conhecido apenas do registo fóssil da Formação Crato, do Cretáceo Inferior da região nordeste do Brasil.

## Usos
Os caules jovens da Brasenia, cobertos de mucilagem, são usados em alimentação humana na China e no Japão. Os botões das folhas, em particular, são consumidos crus como salada, e também conservados em frascos. As partes subterrâneas da planta são consumidas cozinhadas. Das partes subterrâneas da planta é também produzida uma espécie de farinha. Foram estudados efeitos medicinais. Sem alcalóides, a mucilagem da Brasenia é rica em ácido glucurónico, galactose, ramnose e outros componentes peculiares. As plantas deste género segregam fitotoxinas, o que permitiria o controlo de outras plantas nocivas no seu habitat.
As espécies de Cabomba são utilizadas em aquariologia como oxigenadores. No entanto, por vezes, a proliferação natural excessiva destas plantas causa prejuízos económicos devido à interferência com a utilização dos lençóis de água para fins recreativos ou agrícolas, ou apenas por razões estéticas.
As plantas da família Cabombaceae são cultivadas para fins ornamentais. Estão entre as plantas mais comercializadas, possuindo grande importância no mercado do aquarismo. Seu manejo requer custos e precauções com seu controlo, já que sua proliferação pode acarretar problemas no fluxo de hidrelétricas e canais de irrigação, além de afetar a navegabilidade de canais. Países como os Estados Unidos e Austrália gastam milhões de dólares anualmente na tentativa de minimizar os danos causados.

## Ocorrência no Brasil
Há ocorrências confirmadas em todos os estados do Brasil, e em todos os domínios fitogeográficos. A espécie C. caroliniana var. caroliniana A. Gray, ocorre na região Sudeste e Sul do país, enquanto no Norte, Nordeste, Centro-Oeste e Sudeste há ocorrências da espécie C. furcata Schultes & Schultes f.